# Pomník c. k. pěšího pluku č. 49 (Čistěves)
Pomník rakouského c. k. pěšího pluku č. 49 se nalézá na křižovatce silnice I. třídy č. 35 nedaleko od obce Čistěves v okrese Hradec Králové. Pomník představuje významný orientační bod v krajině. Pomník je chráněn jako kulturní památka ČR. Národní památkový ústav tento pomník uvádí v katalogu památek pod rejstříkovým číslem ÚSKP 33576/6-594.

## Popis
Pomník představuje litinový obelisk vysoký 6 m zdobený reliéfy vavřínových girland, lvích hlav a vavřínového věnce s Křižem s plastikou dvouhlavého orla s rozepjatými křídly na vrcholu. Obelisk je umístěn na pískovcovém třístupňovém podstavci, na němž spočívá vysoký hranolovitý sokl s patkou a římsou. Ve spodní části obelisku je na každé straně umístěn reliéf vavřínového věnce, pod nímž se nalézají nápisy: na přední straně německý, na zadní český: "Od 49. dolnorakouského pěšího pluku padlo při útoku na les Holá 3.VII. 1866 6 důstojníků a 170 mužů." Na stěnách soklu jsou uvedena jména padlých důstojníků a vojínů s jejich rodištěm. Pomník je obklopen litinovým zábradlím.
Pomník byl zhotoven podle návrhu vídeňského profesora Grubera a byl odhalen při třicátém výročí bitvy u Hradce Králové.
Vzhledem k umístění pomníku na křižovatce rušné silnice I. třidy byl v minulosti vícekrát poškozen při autonehodách.